# مضخم كمي
في الفيزياء، المضخم الكمي هو مضخم يستخدم الأساليب الميكانيكية الكمومية لتضخيم الإشارة؛ تتضمن الأمثلة العناصر النشطة من أشعة الليزر والمكبرات البصرية.
الخصائص الرئيسية لمكبر الصوت الكمومي هي معامل التضخيم وعدم اليقين. هذه المعلمات ليست مستقلة؛ كلما زاد معامل التضخيم، زادت درجة عدم اليقين (الضوضاء). في حالة الليزر، يقابل عدم اليقين الانبعاث العفوي المتضخم للوسط النشط. الضجيج الذي لا مفر منه لمكبرات الكم هو أحد أسباب استخدام الإشارات الرقمية في الاتصالات الضوئية ويمكن استنتاجه من أساسيات ميكانيكا الكم.

## مقدمة
يزيد مكبر الصوت من سعة كل ما يمر به. في حين أن مكبرات الصوت الكلاسيكية تأخذ إشارات كلاسيكية، فإن مكبرات الصوت الكمومية تأخذ إشارات كمية، مثل الحالات المترابطة. هذا لا يعني بالضرورة أن الناتج هو حالة متماسكة ؛ في الواقع، ليس كذلك عادة. يعتمد شكل الإخراج على تصميم مكبر الصوت المحدد. إلى جانب تضخيم شدة الإدخال، يمكن لمكبرات الصوت الكمية أيضًا زيادة الضوضاء الكمومية الموجودة في الإشارة.

## شرح
يمكن تقريب المجال الكهربائي المادي في نبضة أحادية الوضعية متجاورة مع تراكب الأنماط ؛ المجال الكهربائي {\displaystyle ~E_{\rm {phys}}~} من وضع واحد يمكن وصفه بأنه: {\displaystyle {\vec {E}}_{\rm {phys}}({\vec {x}})~=~{\vec {e}}~{\hat {a}}~M({\vec {x}})~\exp(ikz-{\rm {i}}\omega t)~+~{\rm {Hermitian~conjugate}}~}
أي
- {\displaystyle ~{\vec {x}}=\{x_{1},x_{2},z\}~} هو ناقل الإحداثيات المكاني ، مع z يعطي اتجاه الحركة،
- {\displaystyle ~{\vec {e}}~} هو ناقل الاستقطاب للنبض،
- {\displaystyle ~k~} هو رقم الموجة في الاتجاه z ،
- {\displaystyle ~{\hat {a}}~} هو عامل ابادة الفوتون في وضع {\displaystyle ~M({\vec {x}})~} .

افترض أن القيمة المتوسطة للحقل الأولي هي {\displaystyle ~{\left\langle {\hat {a}}\right\rangle _{\rm {initial}}}~} . من الناحية المادية، تتوافق الحالة الأولية مع النبض المترابط عند إدخال مكبر الصوت البصري ؛ تقابل الحالة النهائية نبض الإخراج. يجب معرفة سلوك طور السعة للنبضة، على الرغم من أن الحالة الكمية للنمط المقابل فقط هي المهمة. يمكن معالجة النبض من حيث مجال أحادي الوضع.
مضخم الكم هو تحويل وحدوي {\displaystyle {\hat {U}}} ، تمثل الحالة الأولية {\displaystyle ~|{\rm {initial}}\rangle ~} وتنتج حالة تضخيم {\displaystyle ~|{\rm {final}}\rangle ~} ، على النحو التالي:
{\displaystyle ~|{\rm {final}}\rangle =U|{\rm {initial\rangle }}}
تصف هذه المعادلة مضخم الكم في تمثيل شرودنغر .
يعتمد التضخيم على متوسط القيمة {\displaystyle ~\langle {\hat {a}}\rangle ~} عامل الميدان {\displaystyle ~{\hat {a}}~} وتشتته {\displaystyle ~\langle {\hat {a}}^{\dagger }{\hat {a}}\rangle -\langle {\hat {a}}^{\dagger }\rangle \langle {\hat {a}}\rangle ~} . إن الدولة المتماسكة هي دولة ذات قدر ضئيل من عدم اليقين. عندما يتم تحويل الدولة، قد يزيد عدم اليقين. يمكن تفسير هذه الزيادة على أنها ضوضاء في مكبر الصوت.
{\displaystyle G={\frac {\left\langle {\hat {a}}\right\rangle _{\rm {final}}}{\left\langle {\hat {a}}\right\rangle _{\rm {initial}}}}}
يمكن كتابته أيضًا في تمثيل هايزنبرغ . تعزى التغييرات إلى تضخيم عامل المجال. وبالتالي، يتم إعطاء تطور العامل A بواسطة {\displaystyle ~{\hat {A}}={\hat {U}}^{\dagger }{\hat {a}}{\hat {U}}~} ، بينما يبقى ناقل الدولة دون تغيير. يتم الحصول على المكسب من قبل: {\displaystyle ~G={\frac {\left\langle {\hat {A}}\right\rangle _{\rm {initial}}}{\left\langle {\hat {a}}\right\rangle _{\rm {initial}}}}~}
بشكل عام، الربح {\displaystyle ~G~} قد يكون معقدًا، وقد يعتمد على الحالة الأولية. لتطبيقات الليزر، تضخيم الحالات المتماسكة مهم. لذلك، يفترض عادة أن الحالة الأولية هي حالة متماسكة تتميز بمعلمة أولية ذات قيمة معقدة {\displaystyle ~\alpha ~} مثل ذلك {\displaystyle ~~|{\rm {initial}}\rangle =|\alpha \rangle ~} . حتى مع مثل هذا التقييد، قد يعتمد الكسب على اتساع أو طور المجال الأولي.
{\displaystyle {\rm {noise}}=\langle {\hat {A}}^{\dagger }{\hat {A}}\rangle -\langle {\hat {A}}^{\dagger }\rangle \langle {\hat {A}}\rangle -\left(\langle {\hat {a}}^{\dagger }{\hat {a}}\rangle -\langle {\hat {a}}^{\dagger }\rangle \langle {\hat {a}}\rangle \right)}
يفترض أن يتم تقييم القيم المتوقعة فيما يتعلق بالحالة المتماسكة الأولية. تميز هذه الكمية زيادة عدم اليقين في المجال بسبب التضخيم. نظرًا لأن عدم التأكد من عامل التشغيل الميداني لا يعتمد على المعلمة الخاصة به، فإن الكمية أعلاه توضح مدى اختلاف حقل الإخراج عن حالة متماسكة.

## مضخمات خطية ثابتة
يمكن وصف مضخمات خطية ثابتة ثابتة على النحو التالي. افترض أن العامل الوحدوي {\displaystyle ~{\hat {U}}~} تضخم بطريقة أن المدخلات {\displaystyle ~{\hat {a}}~} والإخراج {\displaystyle ~{\hat {A}}={\hat {U}}^{\dagger }{\hat {a}}{\hat {U}}~} ترتبط بمعادلة خطية: {\displaystyle ~{\hat {A}}=c{\hat {a}}+s{\hat {b}}^{\dagger },}
أي ان{\displaystyle ~c~} و {\displaystyle ~s~} هي أرقام سي و {\displaystyle ~{\hat {b}}^{\dagger }~} هو عامل إنشاء يميز مكبر الصوت. بدون فقدان العمومية، يمكن افتراض {\displaystyle ~c~} و {\displaystyle ~s~} على انها حقيقية .
مبدل مشغلي الحقل ثابت في ظل التحول الاحادي {\displaystyle ~{\hat {U}}~}:
{\displaystyle {\hat {A}}{\hat {A}}^{\dagger }-{\hat {A}}^{\dagger }{\hat {A}}={\hat {a}}{\hat {a}}^{\dagger }-{\hat {a}}^{\dagger }{\hat {a}}=1.}
من احادية {\displaystyle ~{\hat {U}}~} ، يتبع هذا {\displaystyle ~{\hat {b}}~} ويلبي علاقات التبديل الأساسية للمشغلين بإحصائيات بوس:
{\displaystyle ~{\hat {b}}{\hat {b}}^{\dagger }-{\hat {b}}^{\dagger }{\hat {b}}=1~}
الأعداد c
{\displaystyle ~c^{2}\!-\!s^{2}=1~.}
وبالتالي، يعمل مكبر الصوت المتغير الطوري من خلال إدخال وضع إضافي إلى الحقل، مع كمية كبيرة من الطاقة المخزنة، تتصرف كبوزون . عند حساب مكسب وضوضاء هذا مكبر الصوت، يجد المرء: {\displaystyle ~~G\!=\!c~~}
و: {\displaystyle ~~{\rm {noise}}=c^{2}\!-\!1.}
المعامل {\displaystyle ~~g\!=\!|G|^{2}~~} يسمى أحيانًا معامل تضخيم الشدة. يتم الحصول على ضوضاء مضخم الخط الثابت الثابت بواسطة {\displaystyle g-1} . يمكن إسقاط الكسب عن طريق تقسيم الحزمة. يعطي التقدير أعلاه الحد الأدنى من الضوضاء الممكنة لمضخم ثابت الطور الثابت.
يتمتع مكبر الصوت الخطي بميزة على مكبر الصوت متعدد الأوضاع: إذا تم تضخيم العديد من أوضاع مكبر الصوت الخطي بنفس العامل، يتم تحديد الضوضاء في كل وضع بشكل مستقل؛ أي أن الأوضاع في مكبر الصوت الكمومي مستقل.
للحصول على معامل تضخيم كبير بأقل ضجيج، يمكن للمرء استخدام كشف متجانس، وبناء حالة مجال ذات سعة وطور معروفين، يناظر مضخم الطور الثابت الثابت. يحدد مبدأ عدم اليقين الحد الأدنى للضوضاء الكمية في مكبر الصوت. على وجه الخصوص، إخراج نظام الليزر وخرج المولد البصري ليست حالات متماسكة.

## مضخمات غير خطية
لا تحتوي مضخمات الصوت غير الخطية على علاقة خطية بين المدخلات والمخرجات. لا يمكن أن يكون الحد الأقصى للضوضاء لمكبر الصوت غير الخطي أصغر بكثير من مكبر الصوت الخطي المثالي. يتم تحديد هذا الحد من خلال مشتقات وظيفة رسم الخرائط ؛ مشتق أكبر ينطوي على مكبر للصوت مع قدر أكبر من عدم اليقين. تشمل الأمثلة على معظم أجهزة الليزر، التي تتضمن مضخمات قريبة من الخط، تعمل بالقرب من عتبة ها، وبالتالي تظهر عدم يقين كبير وعملية غير خطية. كما هو الحال مع مكبرات الصوت الخطية، قد تحافظ على المرحلة وتحافظ على عدم اليقين منخفضًا، ولكن هناك استثناءات. وتشمل هذه المذبذبات البارامترية، التي تتضخم أثناء نقل مرحلة الإدخال.